# زیروکانف
زیروکانف (به انگلیسی: Zeroconf) یا شبکهٔ رایانه‌ای بدون پیکربندی (به انگلیسی: Zero configuration Networking) روشی برای اتصال دو یا چند رایانه یا وسیلهٔ قابل اتصال به شبکه بدون احتیاج به پیکربندی شبکه است. هدف اصلی ایجاد این سامانه، اتصال آسان‌تر افزاره‌ها به هم از طریق شبکه و وجود همیشگی یک شبکهٔ قابل استفاده در هر شرایطی است.

## روش کار
روش کار زیروکانف بسیار به سیستم یواس‌بی شبیه است. دستگاه را از طریق پورت آرجی-۴۵ یا بی‌سیم به رایانهٔ وصل می‌شود. بدون هیچ کارساز دی‌اچ‌سی‌پی، ساناد یا آی‌پی قابل قبول، دو دستگاه مورد نظر می‌توانند اطلاعات جابه‌جا کنند. از مزایای این روش این است که با توجه به وجود پروتکل آی‌پی برای شبکه‌های بی‌سیم، حتی برای اتصال یک دستگاه به دستگاه دیگر نیاز به کابل فیزیکی نیست.

## تکنولوژی
زیروکانف از سه تکنولوژی به هم پیوسته ایجاد شده‌است. نشانی‌دهی داخلی، پخش ساناد و کشف خدمت ساناد این سه تکنولوژی هستند.

### نشانی‌دهی داخلی
آی‌پی‌های داخلی در سه کلاس آی‌پی نسخه ۴ و همچنین آی‌پی نسخه ۶ موجود هستند. در صورتی که شبکه به هر دلیلی، آی‌پی ها را در اختیار دستگاه قرار ندهد، دستگاه به آدرس‌های داخلی پیش‌تنظیم شده باز می‌گردد. روی آی‌پی نسخه  ۴، 169.254/16، برای این منظور اختصاص داده‌شده است. برای آی‌پی-۶  FE80::0 مورد استفاده قرار می‌گیرد. با این تنظیمات دستگاه مرحلهٔ اول، یعنی وارد شدن به لایهٔ آی‌پی را گذرانده‌است. البته هنوز امکان صدا کردن دستگاه‌ها در شبکه با نام آن‌ها وجود ندارد.

### پخش ساناد
با استفاده از این تکنولوژی دستگاه موجودیت خود را در شبکه اعلام می‌کند. از این طریق دستگاه‌ها می‌توانند یکدیگر را در شبکه به اسم صدا بزنند. با توجه به اینکه معمولاً نام‌ها از آی‌پی‌ها کوتاه‌تر هستند، این روش، صدا کردن دستگاه‌های شبکه را برای انسان و یادآوری آن‌ها را آسان‌تر می‌کند. با این تکنولوژی و آدرس‌دهی داخلی در صورت خراب‌بودن شبکهٔ اصلی هم حتی می‌توان میان دستگاه ارتباط ایجاد کرد.

### کشف خدمت ساناد
این سامانه، سامانهٔ نهایی مورد استفاده زیروکانف است و پس از موفقیت دو سامانهٔ قبلی مورد استفاده قرار می‌گیرد. کشف خدمت ساناد امکان جستجوی خدمات قابل ارائه در هر دستگاه را در اختیار دستگاه دیگر داخل شبکه می‌گذارد. برای مثال رایانه‌ای می‌خواهد پرونده‌ای را چاپ کند، از آنجا که نمی‌داند کدام دستگاه در شبکه این کار را انجام می‌دهد به تمامی دستگاه‌های دیگر این پرسش را می‌فرستد. دستگاه چاپگر در پاسخ به این پرسش، نشانی خود را می‌فرستد.

## نرم‌افزارهای فراهم‌کنندهٔ خدمت
بر روی مک و همچنین ویندوز، نرم‌افزار بنژور این امکان را فراهم می‌کند. روی گنو/لینوکس و بی‌اس‌دی نرم‌افزار آواهی نشانی‌دهی داخلی ، ساناد چند بخشی و کشف خدمت ساناد را در اختیار کاربر می‌گذارد.